# Frente H.A.C.E.R. por el Progreso Social
Hacemos es un partido político argentino de orientación moderada, fundado en diciembre de 2024, como resultado de la consolidación de la coalición electoral Hacemos por Nuestro País, que participó en las elecciones presidenciales de 2023 con Juan Schiaretti y Florencio Randazzo como candidatos.

## Historia
Luego de participar en las en las elecciones presidenciales de 2023 como una alianza, y consolidarse como bloque legislativo, Juan Schiaretti y Florencio Randazzo deciden institucionalizar la misma creando el partido Hacemos.
Ocurre luego del cambio de nombre de los partidos que en algunos distritos conformaron la alianza Hacemos por Nuestro País en la elección de 2023, siendo estos el Frente HACER por El Progreso Social de Florencio Randazzo en Buenos Aires y Tierra del Fuego, el Partido Unión y Libertad en San Luis, el Movimiento Norte Grande en Jujuy, el NEO en Catamarca y el Partido del Campo Popular en Córdoba. A su vez cuenta personería provisoria en Santa Fe y CABA; y provincial en Corrientes, La Rioja y Neuquén.
El debut electoral como partido reconocido será en las elecciones de convencionales de Santa Fe, participando del frente oficialista Unidos para Cambiar Santa Fe, luego de resolver favorablemente la impugnación del nombre "Hacemos" que habían realizado desde el espacio del exgobernador Omar Perotti.

## Ideología
Hacemos se define como un partido de centro, con un enfoque en el federalismo, la producción como motor del desarrollo económico y la buena gestión. Sus bases ideológicas se asientan en el peronismo federal, buscando un camino intermedio entre las posiciones extremas. El partido busca atraer a los votantes moderados que no se identifican ni con el liberalismo de Javier Milei ni con el kirchnerismo.

## Principales figuras
Las dos principales figuras del espacio son el último candidato a presidente y exgobernador de Córdoba, Juan Schiaretti y Florencio Randazzo, quien fue su compañero de fórmula y se desempeña actualmente como diputado nacional por la provincia de Buenos Aires.
Otros referentes destacados son el actual gobernador de Córdoba Martín Llaryora, el intendente de Tigre Julio Zamora,  la exgobernadora de Río Negro Arabela Carreras, el ex vicegobernador de la provincia de Jujuy Carlos Haquim, los exsenadores nacionales Eduardo Aguilar (Chaco) y Julio Catalán Magni (Tierra del Fuego), los ex intendentes Emilio Baistrocchi (San Juan) y Ariel Franetovich (Chivilcoy), la ex legisladora Rocío Giaccone, entre otros.

## Distritos
| Representación y posicionamiento provincial | Representación y posicionamiento provincial | Representación y posicionamiento provincial | Representación y posicionamiento provincial | Representación y posicionamiento provincial | Representación y posicionamiento provincial | Representación y posicionamiento provincial | Representación y posicionamiento provincial | Representación y posicionamiento provincial | Representación y posicionamiento provincial | Representación y posicionamiento provincial |
| Provincia                                   | Presidente                                  | Alianza distrital                           | Alianza distrital                           | Legisladores nacionales                     | Legisladores nacionales                     | Alianza provincial                          | Alianza provincial                          | Legisladores provinciales                   | Legisladores provinciales                   | Situación                                   |
| Provincia                                   | Presidente                                  | Alianza distrital                           | Alianza distrital                           | Diputados                                   | Senadores                                   | Alianza provincial                          | Alianza provincial                          | Diputados                                   | Senadores                                   | Situación                                   |
| ------------------------------------------- | ------------------------------------------- | ------------------------------------------- | ------------------------------------------- | ------------------------------------------- | ------------------------------------------- | ------------------------------------------- | ------------------------------------------- | ------------------------------------------- | ------------------------------------------- | ------------------------------------------- |
| Buenos Aires                                | Luis Alberto Verdugo                        |                                             | Provincias Unidas                           | 1/70                                        | 0/3                                         |                                             | Somos Buenos Aires                          | 0/92                                        | 0/46                                        | Oposición                                   |
| Capital Federal                             | Diego Bossio                                |                                             | Ciudadanos Unidos                           | 0/25                                        | 0/3                                         |                                             | Evolución                                   | 0/60                                        |                                             | Oposición                                   |
| Catamarca                                   | Marisa Noblega                              |                                             | Provincias Unidas                           | 0/5                                         | 0/3                                         |                                             | Sin alianza                                 | 0/41                                        | 0/16                                        | Oposición                                   |
| Chaco                                       | Eduardo Aguilar                             |                                             | Vamos Chaco                                 | 0/7                                         | 0/3                                         |                                             |                                             | 0/32                                        |                                             | Sin personería (en formación)               |
| Chubut                                      | Exequiel Villagra                           |                                             | Despierta Chubut                            | 0/5                                         | 0/3                                         |                                             | Despierta Chubut                            | 0/27                                        |                                             | Sin personería (en formación)               |
| Córdoba                                     | Alberto Ferreyra                            |                                             | Provincias Unidas                           | 2/18                                        | 1/3                                         |                                             | Hacemos Unidos por Córdoba                  | 33/70                                       |                                             | Coalición de gobierno                       |
| Corrientes                                  | Elvira Miranda                              |                                             | Vamos Corrientes                            | 0/7                                         | 1/3                                         |                                             | Vamos Corrientes                            | 0/30                                        | 0/15                                        | Coalición de gobierno                       |
| Entre Ríos                                  | -                                           |                                             |                                             | 0/9                                         | 0/3                                         |                                             |                                             | 0/34                                        | 0/17                                        | Sin personería                              |
| Formosa                                     | -                                           |                                             |                                             | 0/5                                         | 0/3                                         |                                             |                                             | 0/30                                        |                                             | Sin personería                              |
| Jujuy                                       | Jorge Alberto Bulacio Vidal                 |                                             | Frente Primero Jujuy Avanza                 | 0/6                                         | 0/3                                         |                                             | Frente Primero Jujuy                        | 2/48                                        |                                             | Apoyo                                       |
| La Pampa                                    | -                                           |                                             |                                             | 0/5                                         | 0/3                                         |                                             |                                             | 0/30                                        |                                             | Sin personería (en formación)               |
| La Rioja                                    | Nestor Bosetti                              |                                             | Provincias Unidas                           | 0/5                                         | 0/3                                         |                                             | Provincias Unidas                           | 0/36                                        |                                             | Oposición                                   |
| Mendoza                                     | Flavia Manoni                               |                                             | Provincias Unidas                           | 0/10                                        | 0/3                                         |                                             | Provincias Unidas                           | 0/48                                        | 1/38                                        | Sin personería (en formación)               |
| Misiones                                    | -                                           |                                             |                                             | 0/7                                         | 0/3                                         |                                             |                                             | 0/40                                        |                                             | Sin personería                              |
| Neuquén                                     | -                                           |                                             |                                             | 0/5                                         | 0/3                                         |                                             |                                             | 0/35                                        |                                             | Sin personería                              |
| Río Negro                                   | Arabela Carreras                            |                                             |                                             | 0/5                                         | 0/3                                         |                                             |                                             | 0/46                                        |                                             | Sin personería (en formación)               |
| Salta                                       | -                                           |                                             |                                             | 0/7                                         | 0/3                                         |                                             |                                             | 0/60                                        | 0/23                                        | Sin personería                              |
| San Juan                                    | Emilio Baistrocchi                          |                                             | Sin alianza                                 | 0/6                                         | 0/3                                         |                                             | Sin alianza                                 | 0/36                                        |                                             | Oposición                                   |
| San Luis                                    | Jorge Eduardo Gomina                        |                                             | Provincias Unidas                           | 0/5                                         | 0/3                                         |                                             | Es Ahora San Luis                           | 0/43                                        | 0/9                                         | Coalición de gobierno                       |
| Santa Cruz                                  | -                                           |                                             |                                             | 0/5                                         | 0/3                                         |                                             |                                             | 0/24                                        |                                             | Sin personería                              |
| Santa Fe                                    | Claudia Giaccone                            |                                             | Provincias Unidas                           | 0/19                                        | 0/3                                         |                                             | Unidos para Cambiar Santa Fe                | 0/50                                        | 0/19                                        | Coalición de gobierno                       |
| Santiago del Estero                         | Francisco Cavallotti                        |                                             | Hacemos por Santiago                        | 0/7                                         | 0/3                                         |                                             | Sin alianza                                 | 0/40                                        |                                             | Oposición                                   |
| Tierra del Fuego                            | Julio Catalán Magni                         |                                             | Provincias Unidas                           | 0/5                                         | 0/3                                         |                                             | Sin alianza                                 | 0/15                                        |                                             | Oposición                                   |
| Tucumán                                     | -                                           |                                             |                                             | 0/9                                         | 0/3                                         |                                             |                                             | 0/49                                        |                                             | Sin personería                              |
| TOTAL                                       |                                             |                                             |                                             | 3/257                                       | 2/72                                        |                                             |                                             | 37/1016                                     | 1/183                                       |                                             |

## Intendentes
| Hacemos | Hacemos      | Hacemos             | Hacemos | Hacemos |
| Retrato | Nombre       | Ciudad y Provincia  | Mandato | Mandato |
| Retrato | Nombre       | Ciudad y Provincia  | Inicio  | Fin     |
| ------- | ------------ | ------------------- | ------- | ------- |
|         | Julio Zamora | Tigre, Buenos Aires | 2023    | 2027    |

## Resultados electorales

### Elecciones presidenciales
| Elección | Fórmula         | Fórmula            | Primera vuelta | Primera vuelta | Segunda vuelta | Segunda vuelta | Resultado | Coalición                |
| Elección | Presidente      | Vicepresidente     | Votos          | %              | Votos          | %              | Resultado | Coalición                |
| -------- | --------------- | ------------------ | -------------- | -------------- | -------------- | -------------- | --------- | ------------------------ |
| 2023     | Juan Schiaretti | Florencio Randazzo | 1.802.068      | 6.73           |                |                | No Electa | Hacemos por Nuestro País |

### Congreso Nacional
| Diputados | Diputados | Diputados | Diputados        | Diputados | Senadores | Senadores | Senadores        | Senadores | Presidencia                | Notas                    |
| Año       | Votos     | %         | Bancas obtenidas | Posición  | Votos     | %         | Bancas obtenidas | Posición  | Presidencia                | Notas                    |
| --------- | --------- | --------- | ---------------- | --------- | --------- | --------- | ---------------- | --------- | -------------------------- | ------------------------ |
| 2023      | 946.840   | -         | 4/130            | Minoría   | 34.079    | -         | 0/24             | Minoría   | Alberto Fernández (PJ-FDT) | Hacemos por Nuestro País |